# 沙特阿拉伯国籍法
沙地阿拉伯國籍法是規定沙地阿拉伯公民身份的法案。該法案規定了一個自然人獲得或喪失沙地阿拉伯公民身份的方式。該國籍法最早發佈於伊斯蘭曆1374年（公曆1954年）。2019年，沙地國王公佈2030計劃，進一步開放入籍條件，允許更多世界人才入籍沙地。

## 入籍

### 基本條件
- 公民身份申請人必須是合法進入沙地阿拉伯境內，且需持有申請人原國籍的有效護照，使申請人有權不受任何條件制約的情況下返回自己的母國。
- 公民身份申請人必須連續在沙地阿拉伯居住至少10年。
- 需有沙地阿拉伯官方提供的阿拉伯語能力證明以證實申請人能夠使用阿拉伯語。[3]

### 計分系統
根據申請人提供的信息，本委員會透過三個要素對申請進行評審，共33分，分配如下：
- 居住時間不少於連續十年：10分。
- 透過申請人所持有的國家所需的專業的學歷證明，其總分不超過13分，且僅計算申請人一項資質，如下：
  - 醫學或工程學博士學位：13分
  - 其他科學博士學位：10分
  - 碩士學位：8分
  - 學士學位：5分
- 按家庭關係。透過該關係確認申請人有沙烏地阿拉伯親屬，且總分不超過10分，分配如下：
- 如果父親是沙烏地阿拉伯人：3分。
- 如果母親和父親都是沙烏地阿拉伯人，他得到3分；但如果母親單獨是沙烏地阿拉伯人，他得到2分。
- 如果妻子和她的父親都是沙烏地阿拉伯人，他得到2分；但如果妻子單獨是沙烏地阿拉伯人，他得到1分。
- 如果他有兩個以上的沙烏地阿拉伯孩子和兄弟，他得到2分；但如果不超過兩個，他得到1分。
- 如果申請人獲得至少23分，委員會建議繼續研究其申請；如果未達到此限制，則建議保留該申請。

### 婚姻入籍
若外國婦女與沙地阿拉伯公民結婚，並決定以此為條件申請沙地阿拉伯公民身份，則必須滿足以下條件。
- 在法官或公證人面前宣誓放棄原有國籍。
- 證明婚姻關係真實且合法。
- 她提交一份確認書，證明之前沒有因刑事或道德犯罪而被法院判決判刑
- 擁有沙地阿拉伯居留權。

## 放棄國籍
任何失去沙烏地阿拉伯公民身份的人都必須向任何公民身份部門或沙地阿拉伯駐外代表處提交沙地阿拉伯文件。